# Pietro Albertoni
Pietro Albertoni (Gazoldo degli Ippoliti, 22 settembre 1849 – Bologna, 8 novembre 1933) è stato un fisiologo e politico italiano, nominato nel 1912 senatore del Regno.

## Biografia
Appartenente a una famiglia con tradizioni mediche (il padre Giovanni era medico chirurgo) e risorgimentali, nel 1866, a soli sedici anni di età, si arruolò nelle file dei garibaldini e partecipò alla battaglia di Bezzecca. Nel 1873 si laureò in medicina a Padova e, dopo la laurea, entrò nell'Istituto di fisiologia diretto da Filippo Lussana. A Padova portò a termine studi su argomenti diversi di fisiologia del sistema digerente, del sistema nervoso, di fisiologia dello sviluppo e un lavoro di medicina legale sugli avvelenamenti.
Nel 1876 divenne professore incaricato di fisiologia a Siena, nel 1878 di materia medica all'università di Genova, dove rimase fino al 1884, anno in cui ottenne l'insegnamento di materia medica a Bologna. A Bologna collaborò a lungo con Icilio Guareschi, con cui fondò La rivista di chimica medica e farmaceutica divenuta ben presto molto autorevole. Nel 1887 subentrò alla cattedra di Fisiologia, vacante per la morte di Luigi Vella; iniziò un quarantennale periodo caratterizzato da importanti ricerche soprattutto sulla fisiologia del sistema nervoso.
Fu eletto deputato per tre legislature per il collegio di Bozzolo: XVIII (1892-1895), XX (1897-1900) e XXI (1900-1904) per il gruppo radicale. Il 17 marzo 1912 fu nominato senatore del Regno.
Fu ammesso a numerose accademie italiane e straniere, fra cui l'Accademia dei Lincei.
A Bologna gli fu intitolata la strada che corre parallela ad uno dei due lati dell'Ospedale Sant'Orsola, dividendolo dall'Ospedale Malpighi.